# Sébastien Grosjean
Sébastien René Grosjean (* 29. Mai 1978 in Marseille) ist ein ehemaliger französischer Tennisspieler.

## Karriere
Grosjean wurde 1996 Profi. Er erreichte 2003 und 2004 jeweils das Finale des Tennisturniers im Londoner Queen’s Club und das Halbfinale von Wimbledon. Er war nach Cédric Pioline der erste Franzose seit dem Jahr 1993, der wieder in den Top Ten der Weltrangliste platziert war. Seine beste Position erreichte er im Oktober 2002 mit Platz 4.
Zwischen April 2000 und Oktober 2007 gewann er insgesamt vier Einzel- und fünf Doppeltitel auf der ATP Tour. 2010 trat er vom Profisport zurück.
Grosjean gehörte außerdem dem siegreichen französischen Davis-Cup-Team von 2001 an.
Im selben Jahr vergab er gegen seinen Landsmann Arnaud Clément im Halbfinale der Australian Open zwei Matchbälle, verlor die Partie in fünf Sätzen und verpasste damit die Chance, bei einem Grand-Slam-Turnier erstmals ins Finale einzuziehen.

## Nach der aktiven Karriere
Nach dem Karriereende fungiert Grosjean seit 2016 als Turnierdirektor für das ATP-Turnier in Montpellier.

## Erfolge
| Legende                       |
| Grand Slam                    |
| Tennis Masters Cup            |
| ATP Masters Series (2)        |
| ATP International Series Gold |
| ATP International Series (7)  |
| ATP Challenger Tour (2)       |

### Einzel

#### Turniersiege

##### ATP Tour
| Nr. | Datum            | Turnier        | Belag         | Finalgegner        | Ergebnis           |
| --- | ---------------- | -------------- | ------------- | ------------------ | ------------------ |
| 1.  | 25. Juni 2000    | Nottingham     | Rasen         | Byron Black        | 7:6, 6:3           |
| 2.  | 4. November 2001 | Paris          | Teppich (i)   | Jewgeni Kafelnikow | 7:6, 6:1, 6:7, 6:4 |
| 3.  | 27. Oktober 2002 | St. Petersburg | Hartplatz (i) | Michail Juschny    | 7:5, 6:4           |
| 4.  | 28. Oktober 2007 | Lyon           | Teppich (i)   | Marc Gicquel       | 7:65, 6:4          |

##### Challenger Tour
| Nr. | Datum            | Turnier    | Belag     | Finalgegner   | Ergebnis      |
| --- | ---------------- | ---------- | --------- | ------------- | ------------- |
| 1.  | 11. Mai 1997     | Bratislava | Sand      | Radomír Vašek | 6:4, 6:1      |
| 2.  | 28. Februar 1999 | Cherbourg  | Hartplatz | Antony Dupuis | 4:6, 6:3, 6:0 |

#### Finalteilnahmen
| Nr. | Datum             | Turnier      | Belag         | Finalgegner        | Ergebnis           |
| --- | ----------------- | ------------ | ------------- | ------------------ | ------------------ |
| 1.  | 29. März 1999     | Miami        | Hartplatz     | Richard Krajicek   | 6:4, 1:6, 2:6, 5:7 |
| 2.  | 3. Mai 1999       | Atlanta      | Sand          | Stefan Koubek      | 1:6, 2:6           |
| 3.  | 17. April 2000    | Casablanca   | Sand          | Fernando Vicente   | 4:6, 6:4, 6:7      |
| 4.  | 19. Februar 2001  | Marseille    | Hartplatz (i) | Jewgeni Kafelnikow | 6:7, 2:6           |
| 5.  | 12. November 2001 | Sydney       | Hartplatz (i) | Lleyton Hewitt     | 3:6, 3:6, 4:6      |
| 6.  | 16. Juni 2003     | Queen’s Club | Rasen         | Andy Roddick       | 3:6, 3:6           |
| 7.  | 6. Oktober 2003   | Tokio        | Hartplatz     | Rainer Schüttler   | 6:7, 2:6           |
| 8.  | 14. Juni 2004     | Queen’s Club | Rasen         | Andy Roddick       | 6:7, 4:6           |
| 9.  | 25. April 2005    | Houston      | Sand          | Andy Roddick       | 2:6, 2:6           |

### Doppel

#### Turniersiege
| Nr. | Datum            | Turnier      | Belag         | Partner            | Finalgegner                     | Ergebnis      |
| --- | ---------------- | ------------ | ------------- | ------------------ | ------------------------------- | ------------- |
| 1.  | 10. April 2000   | Casablanca   | Sand          | Arnaud Clément     | Lars Burgsmüller Andrew Painter | 7:64, 6:4     |
| 2.  | 22. Juli 2002    | Los Angeles  | Hartplatz     | Nicolas Kiefer     | Justin Gimelstob Michaël Llodra | 6:4, 6:4      |
| 3.  | 10. Februar 2003 | Marseille    | Hartplatz (i) | Fabrice Santoro    | Tomáš Cibulec Pavel Vízner      | 6:1, 6:4      |
| 4.  | 8. März 2004     | Indian Wells | Hartplatz     | Arnaud Clément     | Wayne Black Kevin Ullyett       | 6:3, 4:6, 7:5 |
| 5.  | 22. Oktober 2007 | Lyon         | Teppich (i)   | Jo-Wilfried Tsonga | Łukasz Kubot Lovro Zovko        | 6:4, 6:3      |

#### Finalteilnahmen
| Nr. | Datum            | Turnier | Belag         | Partner        | Finalgegner                    | Ergebnis  |
| --- | ---------------- | ------- | ------------- | -------------- | ------------------------------ | --------- |
| 1.  | 12. Oktober 2003 | Lyon    | Teppich (i)   | Arnaud Clément | Jonathan Erlich Andy Ram       | 1:6, 3:6  |
| 2.  | 1. November 2009 | Lyon    | Hartplatz (i) | Arnaud Clément | Julien Benneteau Nicolas Mahut | 4:6, 6:76 |